# Rudy X
Rudy X è un fumetto pubblicato in Italia a partire dal 1987 dalla Comic Art.